# 청란여자중학교
청란여자중학교(靑蘭女子中學校)는 대한민국 대전광역시 중구 부사동에 있는 사립 중학교이다.

## 학교 연혁
- 1956년 11월 23일 : 학교법인 혜정학원 설립
- 1963년 2월 9일 : 청란여자중학교 설립인가
- 1963년 3월 1일 : 초대 배숙자 교장(설립자) 취임
- 1963년 4월 13일 : 청란여자중학교 개교
- 1968년 3월 10일 : 부사동 신교사로 이전
- 1992년 6월 20일 : 법인설립 30주년 기념식
- 1999년 2월 5일 : 신축교사 완공, 이전
- 2004년 9월 3일 : 추호상 이사장 취임
- 2022년 8월 1일 : 제11대 안효근 교장 취임
- 2024년 1월 8일 : 제59회 졸업식(총 16,096명)

## 참고 자료
- 청란여자중학교 - 한국교육학술정보원 학교알리미